# San Mateo Mexicaltzingo
San Mateo Mexicaltzingo är en stad i Tolucadalen i centrala Mexiko, och administrativ huvudort i kommunen Mexicaltzingo i delstaten Mexiko. San Mateo Mexicaltzingo hade 10 854 invånare vid folkräkningen år 2020.
Exempel på stadsdelar är Centro, San José, Tecuanapa, Azcapotzalco, El Calvario Tepanuaya och La Estación. I staden finns bland annat San Mateo-kyrkan (se bild), byggd på 1700-talet.